# Orne (departement)
 For alternative betydninger, se Orne. (Se også artikler, som begynder med Orne)
Orne ( fransk udtale ?) er et fransk departement i regionen Normandie. Hovedbyen er Alençon, og departementet har 292.337 indbyggere (pr. 1999).
Der er 3 arrondissementer, 21 kantoner og 412 kommuner i Orne.
Departementet Orne er opkaldt efter floden Orne.